# یانگژیانگ
یانگژیانگ (به لاتین: Yangjiang) یک شهر مرکزی در جمهوری خلق چین است که در گوانگ‌دونگ واقع شده‌است.

## خصوصیات
یانگژیانگ ۷٬۹۵۵٫۲۷ کیلومترمربع مساحت و ۲٬۴۲۱٬۷۴۸ نفر جمعیت دارد و ۴ متر بالاتر از سطح دریا واقع شده‌است.